# Katamon

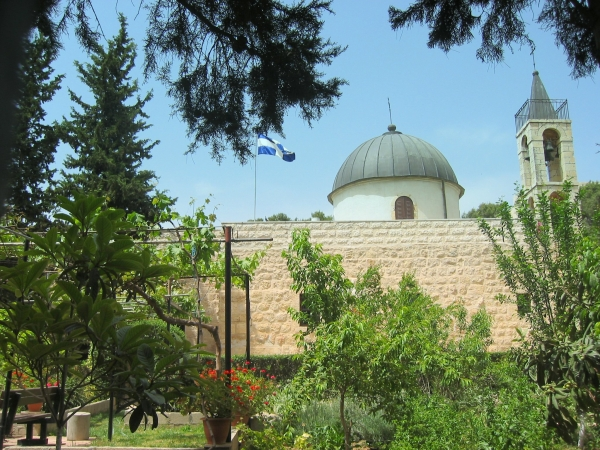
Monastero di San Simone a Katamon

Katamon (in arabo قطمون‎?, Qaṭamūn, Lingua ebraica קטמון) è un quartiere di Gerusalemme, collocato nella parte centro-meridionale della Città Santa, in quella che in termini politici più generali è chiamata Gerusalemme Ovest.
Il nome ebraico, Gonen (Lingua ebraica גּוֹנֵן), è adoperato unicamente sulle pubblicazioni municipali. Katamon deriva dal greco κατὰ τῷ μοναστηρίῳ katà tṑi monastērìōi ("sotto il monastero").

## Storia
Dalla fine del XIV secolo, Katamon sembra fosse identificata come la casa di Simeone il Giusto. Nel 1524, si afferma che la chiesa di Simeone, precedentemente di proprietà di Georgiani, fosse deserta. Nel 1681, Cornelis de Bruijn realizzò un'incisione di Gerusalemme, che suggerisce che sul luogo si ergesse un edificio di quattro piani, a forma di L.
Fotografie aeree fatte dai tedeschi durante la prima guerra mondiale mostrano a Katamon una griglia di lotti edificabili delimitati da pietre. Nel 1914, un totale di 5 case erano state costruite. Dal 1924, l'attività edilizia riprese, in gran parte grazie all'arrivo di cristiani arabo-palestinesi, che vi edificarono grandi abitazioni.
All'inizio della guerra civile del 1947-1948 nella Palestina mandataria, il quartiere era un quartiere arabo incuneato tra due quartieri ebraici, l'unico in una sequela di quartieri ebraici. Nella notte tra il 5 e il 6 gennaio 1948, l'Haganah compì un attentato dinamitardo al Semiramis Hotel a Katamon, provocando la morte di 24 o 26 persone. Nel corso di quella guerra, attacchi condotti da parte araba furono portati a segno per il fatto tra l'altro che il Monastero greco-ortodosso di San Simone a Katamon era situato in un punto strategico che dominava i quartieri ebraici. Il 28 aprile, nel quadro dell'Operazione Yevusi, durante la battaglia per il controllo del monastero, Rafael Eitan, all'epoca comandante di plotone, fu ferito alla testa.

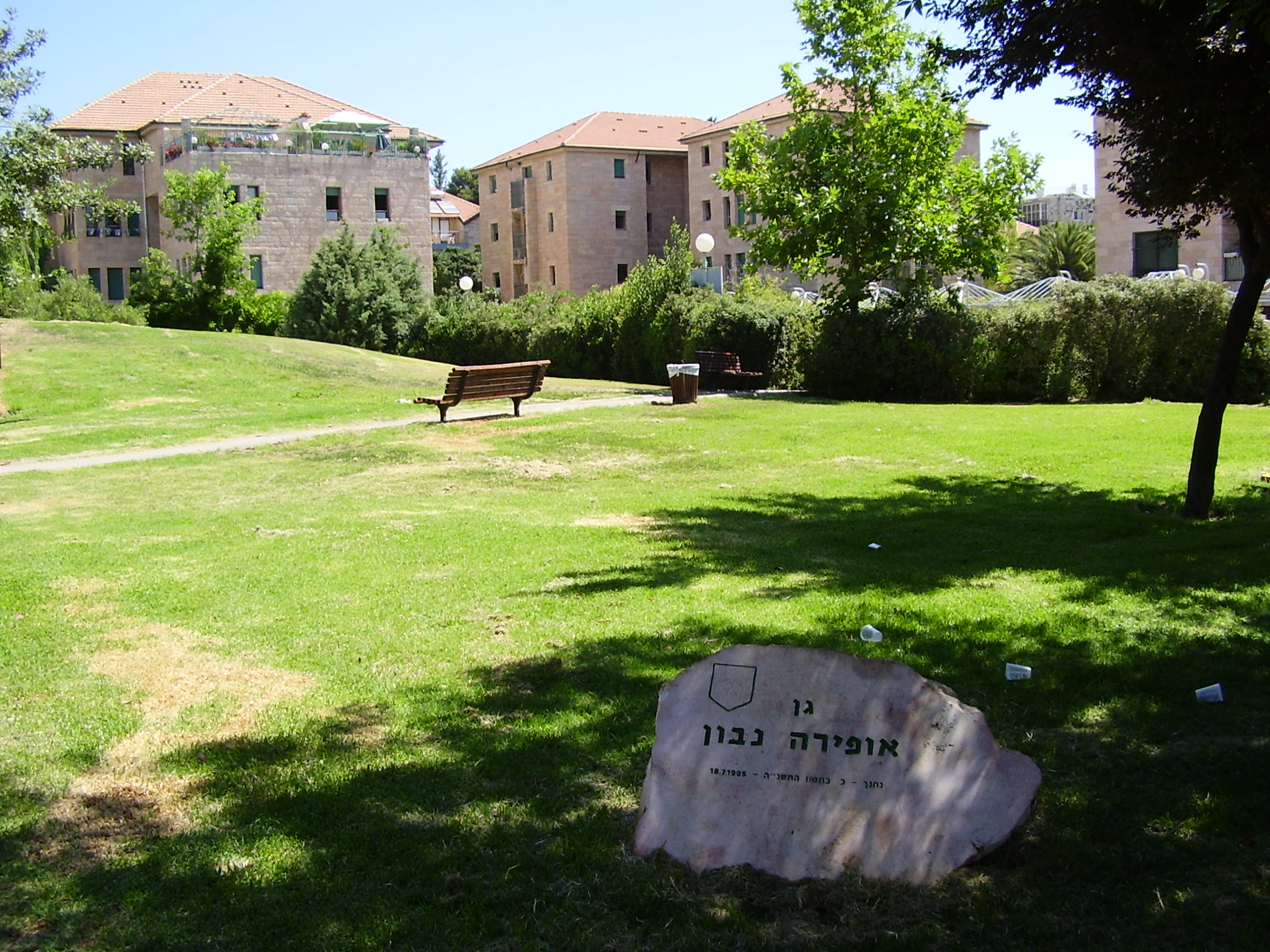
Il parco Ofira Navon, edificato sul sito dello stadio di calcio di Katamon

Nella sua autobiografia, l'autore palestinese Ghada Karmi descrive la sua gioventù a Katamon, da cui ella stessa col padre, il linguista Hasan Karmi, e il resto della famiglia dovettero fuggire nel 1948, dopo che scoppiarono feroci combattimenti. Anche lo studioso e poeta palestinese Khalil al-Sakakini e lo scrittore Sami Hadawi abbandonarono Katamon a quel tempo. La sorella di al-Sakakini, Hala, scrisse sulla sua visita al quartiere effettuata nel 1967.
Il 17 settembre 1948, il mediatore dell'ONU, il conte Folke Bernadotte, e l'osservatore delle Nazioni Unite André Serot furono assassinati dall'organizzazione clandestina ebraica del Lehi (o "Banda Stern") mentre guidavano lungo la via Palmach a Katamon.

## Geografia
Katamon è delimitata dai quartieri di Talbiyya a Nord-Est, e dalla Colonia Germanica di Gerusalemme (costituita in epoca mandataria da cristiani tedeschi pietisti, noti anche come "Templari") e a Sud-Est dalla Colonia greca (sorta per esortazione dell'Archimandrita greco-ortodosso Euphthymios della Basilica del Santo Sepolcro). Il quartiere è circondato a Sud dalla Via Rachel Imenu e da Via Hizkiyahu Ha'Melech (che lo separa dalla Colonia Greca), e a Est da Via Kovshey Katamon (che lo separa da Talbiyya). Queste strade si uniscono rispettivamente a Emek Refaim e a Rehov ha-Palmach.

## Luoghi d'interesse

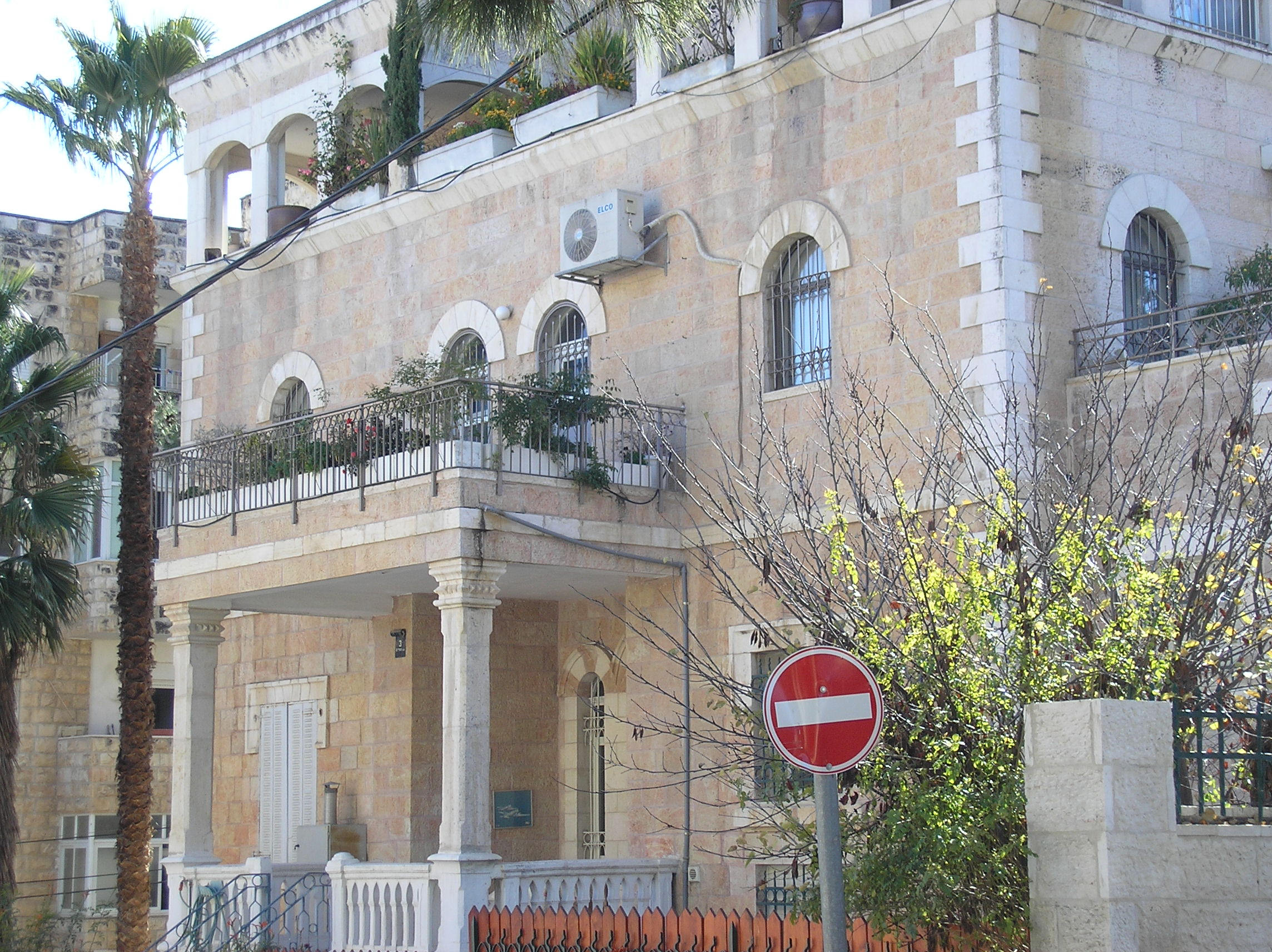
Vecchia casa araba a Katamon

Un rilevante luogo d'interesse a Katamon è il Monastero di San Simone, sulla cima di una collina a settentrione. Il monastero è ora circondato da un ampio parco, conosciuto nel quartiere come Givat Oranim.
Nel quartiere ebbe la sua sede dagli anni trenta la squadra di calcio dell'Hapoel Jerusalem, fin quando essa fu trasferita negli anni ottanta nello stadio YMCA. Nel 2007, numerosi sostenitori insoddisfatti dell'Hapoel Jerusalem crearono un nuovo club, chiamandolo Hapoel Katamon Jerusalem recuperando in tal modo il nome originario della squadra, sebbene il nuovo club non giocasse nel quartiere.
Katamon è stato il luogo in cui hanno trovato ospitalità vari consolati stranieri, tra cui quello dell'Italia, della Grecia e della Costa Rica. Il vecchio stadio dell'Hapoel fu acquistato da immobiliaristi ed è ora il sito del raffinato quartiere di Ganei Katamon, che circonda il parco Ofira Navon.
L'ospedale Misgav Ladach, all'estremità meridionale del quartiere, specializzato in ostetricia, è ora un centro diagnostico Kupat Holim Meuhedet. Il Leo Aryeh Mayer Institute for Islamic Art è anch'esso situato in via Palmach, a Katamon. Katamon rappresenta inoltre il nucleo della comunità giudaica hassidica di origine ungherese Erlau, come pure la sua yeshiva, Ohel Shimon. L'Ambasciata cristiana internazionale di Gerusalemme ha la sua sede dal 1997 a Katamon.

## Katamonim

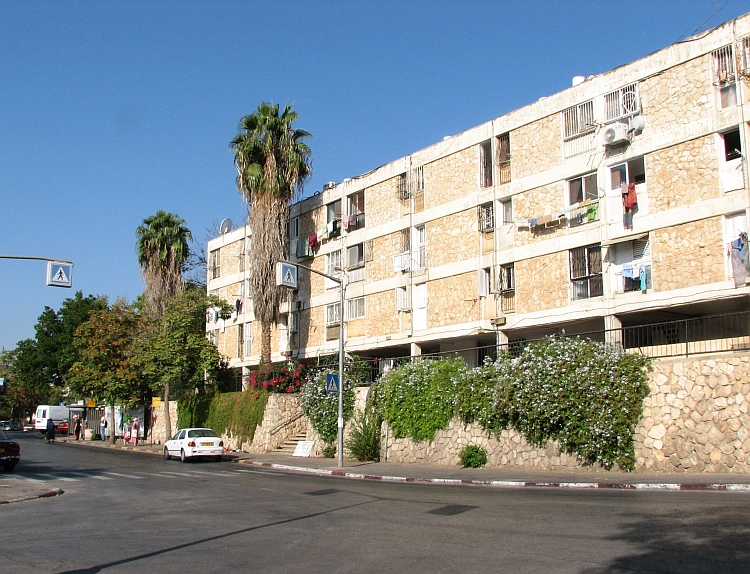
Progetto edilizio, Katamon Tet

A ovest, l'antico Katamon si dirama in diversi quartieri, chiamati collettivamente "Katamonim" (plurale di Katamon; ufficialmente Gonenim, lett.. "Difensori"), costruiti ai primi anni della vita dello Stato per sistemare la grande ondata di nuovi immigranti ebrei, precedentemente ospitati in tendopoli. Questi quartieri ricevettero una numerazione ebraica: Katamon Khet ("Katamon 8"), Katamon Tet ("Katamon 9"), e così via. Alcuni di questi quartieri ricevettero un secondo nome. Katamon Hei (5) è anche chiamato "Quartiere di San Simon", una parte di Katamon Khet (8) e Katamon Tet (9) sono talvolta indicati come "Quartiere di San Martin", mentre Katamon Zayn (7) può essere chiamato Quartiere Pat.
Katamon Khet fu edificato alla fine degli anni cinquanta e Katamon Tet a metà degli anni sessanta. I Katamonim sono caratterizzati da lunghi blocchi di appartamenti che si ergono su pilastri: cosa che consentì un contenimento dei costi. Alcuni degli edifici sono ancora di proprietà statale, sebbene la società edile Amidar abbia affittato numerosi appartamenti a chi vi risiede fin dagli anni settanta. Nel quartiere si trova un ben nota centro della comunità WIZO, chiamato poi Helena Kagan.
Prima della guerra dei Sei Giorni del giugno 1967, Katamonim costituì la linea armistiziale giordano-israeliana. Massicci miglioramenti infrastrutturali furono finanziati da un progetto urbanistico noto come "Progetto Rinnovamento" che agì per un periodo di un ventennio. Vari piccoli appartamenti furono allargati. Dagli anni novanta, numerosi immigranti russi ed etiopici andarono a risiedervi.

## Residenti illustri
- Ehud Olmert (nato 1945), già Primo ministro d'Israele
- Aliza Olmert (nata 1946), artista israeliana